# 王闿运
王闿运（1833年—1916年10月20日），榜名開運，派名世求，字壬秋、壬父，齋名湘绮樓，湖南湘潭人，出生于长沙府。:42晚清经学家、文学家。:42

## 生平

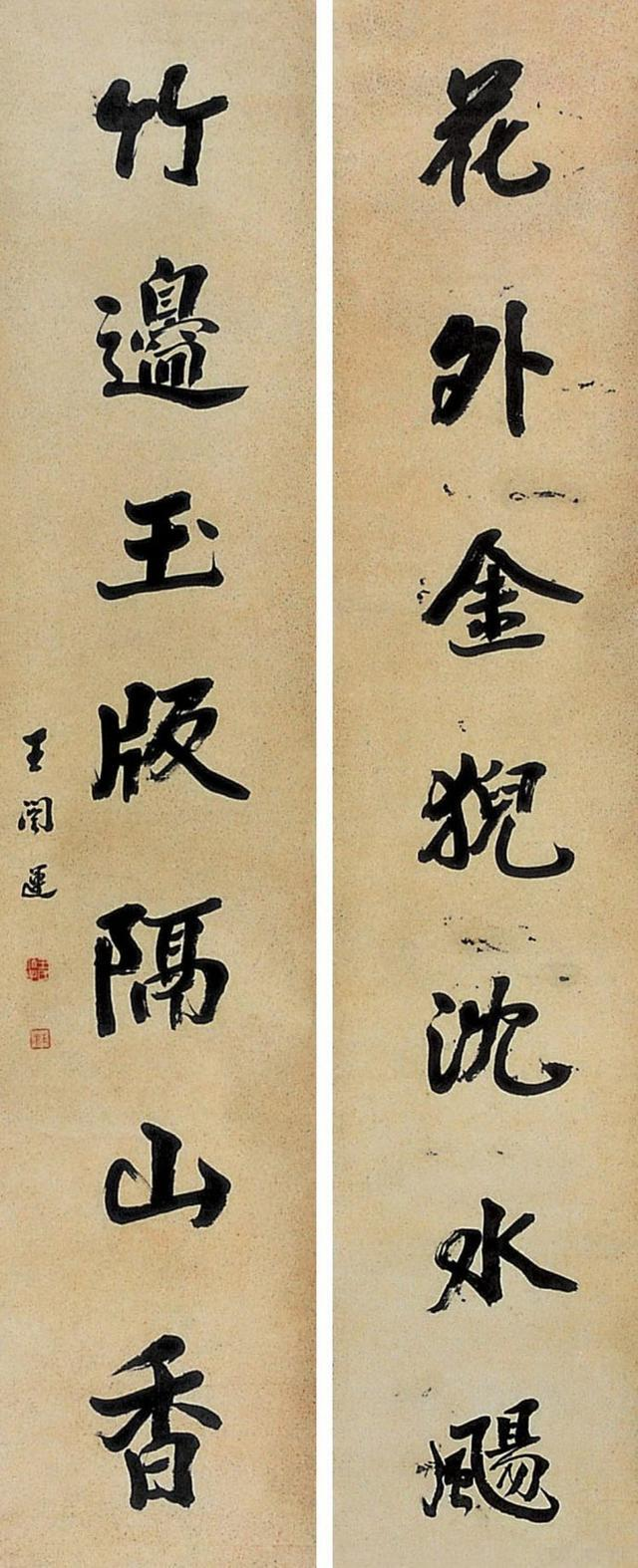
王闿运手书对联

幼资质驽钝但好学，《清史稿》说他“昕所习者，不成诵不食；夕所诵者，不得解不寝。”“经、史、百家，靡不诵习。笺、注、抄、校，日有定课。”因此成为一代宗师。
咸丰七年（1857年）丁巳中湖南省补行咸丰二年壬子和咸丰五年乙卯并科中式第五名舉人。曾就肃顺聘，甚为后者倚重。其间曾救左宗棠。肃顺倒，不得重用，返乡。後年所作《祺祥故事》，多為肅順被殺一事不平，為之辯誣訟冤。
太平天国时期入湘军曾国藩幕府，后因意见不合而退出。:42曾受到四川总督丁宝桢邀请执掌成都尊经书院，后辞退回湖南，先后主持长沙思贤讲舍，衡州船山书院。:42光绪28年（1902年），江西巡抚夏旹聘任为南昌高等学堂总教，但不久即辞退回湘，在湘绮楼讲学授徒。
光绪三十三年（1907年），得湖南巡抚岑春煊荐举，特授翰林院检讨，后加侍讲衔。
民国二年（1913年）受袁世凯聘入京，任国史馆馆长，编修国史。兼任参议院参政，复辟声潮中辞归。
门生众多，在教育事业上颇有成就，较著名的弟子有杨度、夏寿田、廖平、楊銳、刘光第、齐白石、张晃、杨庄、李稷勳等。
其为人狂狷谐谑，轶闻甚多。有一随身保姆周妈，形影不离，时常在市井招摇。

## 著作
王闿运好治经学，并以致用为目的，尤擅今文經，长於《公羊傳》。與王先謙、王以敏並稱“湘中三王”。
著有《湘绮楼诗集》4册，《湘绮楼文集》4册，《湘绮楼笺启》4册，《八代诗选》10册，《唐七言诗选》6册，《楚辞注》1册，以及《尚书义》、《尚书大传》、《诗经补笺》、《礼记笺》、《春秋公羊传笺》、《穀梁传笺》、《周易说》、《周官笺》、《论语訓》、《尔雅集解》及《墨子义解》、《庄子义解》、《鹖冠子义解》等。其经学著作和诗文，后人合刊《湘绮楼全书》，近年岳麓书社有《湘绮楼诗文集》和《湘绮楼日记》刊行。其所著《湘军志》成一家之史，因被曾国荃认为轻诋湘军及曾国藩而遭毁版，后由成都尊经书院学生出资重刻。

## 家庭
- 長子：代功；次子：代豐；幼子：代懿[1]；四子：代育[8]；

## 延伸阅读
[在维基数据编辑]
 在维基文库阅读此作者作品（ 在维基共享资源阅览影像）
 《清史稿·卷482》，出自趙爾巽《清史稿》